# Горки (Магдагачинский район)
Горки — упразднённое в 1974 году село в  Тыгдинском районе Амурской области России. Ныне урочище в  Магдагачинском районе Амурской области

## География
Урочище находится в центральной части Амурской области, на правом берегу реки Тыгды, на расстоянии примерно 79 километров (по прямой) к юго-востоку от посёлка городского типа Магдагачи, административного центра района. Абсолютная высота — 285 метров над уровнем моря.

## История
По данным 1926 года в деревне имелось 25 хозяйств (22 крестьянского типа и 3 прочих) и проживало 106 человек (57 мужчин и 49 женщин). В национальном составе населения преобладали русские. В административном отношении входила в состав Горкинского сельсовета Тыгдинского района Зейского округа Дальневосточного края.
Решением Амурского исполкома от 7 июня 1974 года № 253, село Горки исключено из учётных данных как несуществующее.